# Anne Marie Louise d’Orléans, duchesse de Montpensier

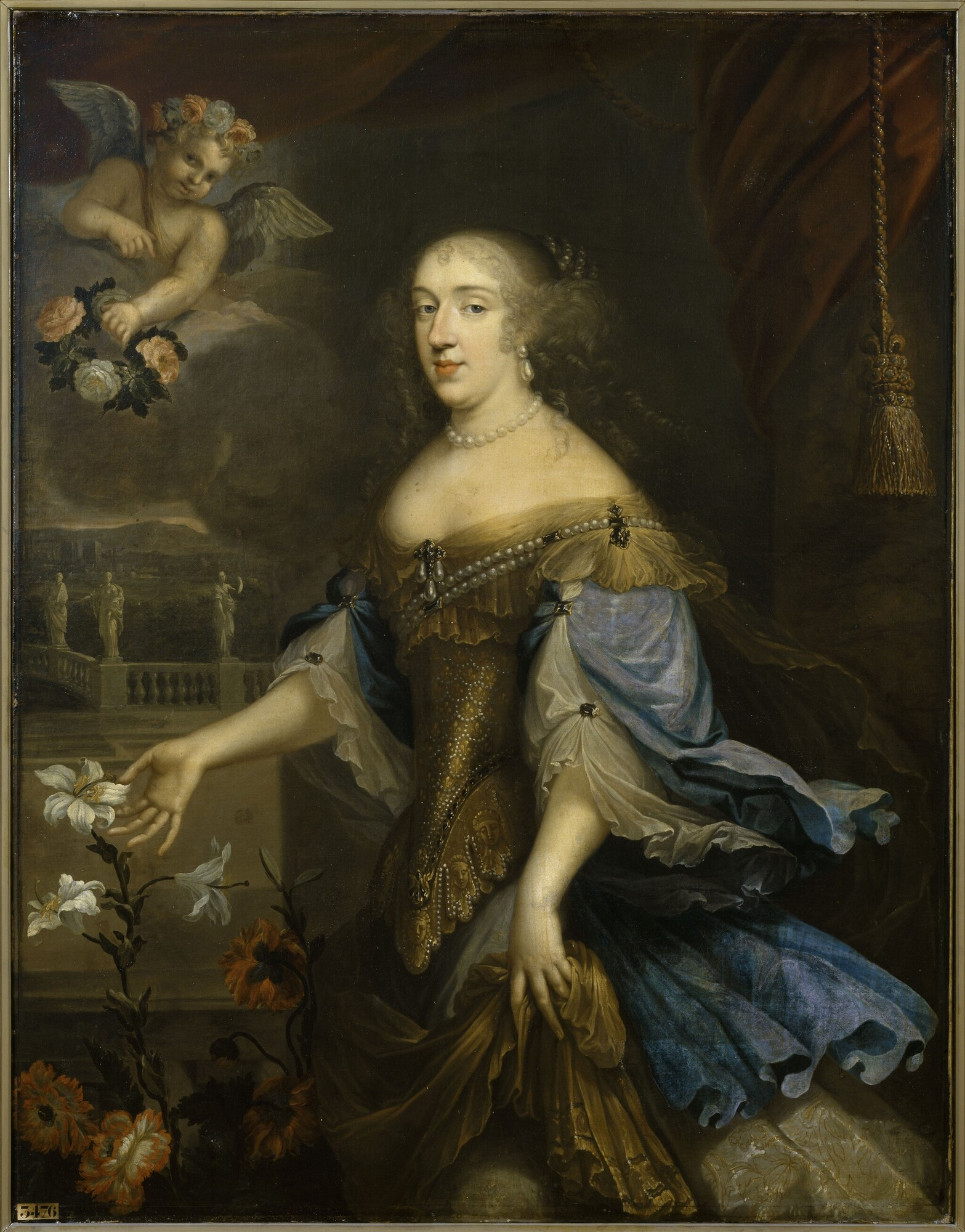
Anne Marie Louise d’Orléans, Porträt aus der Schule Pierre Mignards, um 1670

Anne Marie Louise d’Orléans (* 29. Mai 1627 im Pariser Louvre; † 5. April 1693 in Paris), Herzogin von Montpensier, war als Tochter von Gaston, Herzog von Orléans, und von Marie de Bourbon, duchesse de Montpensier, eine Nichte Ludwigs XIII. und Cousine Ludwigs XIV. Sie war allgemein bekannt unter dem Beinamen La Grande Mademoiselle.

## Leben
Sechs Tage nach der Geburt von Anne Marie starb ihre Mutter, was schwere Vorwürfe an die behandelnde Hebamme Louyse Bourgeois zur Folge hatte. Anne Marie war so die Erbin des reichen Herzogtums Montpensier und nach dem Tode der Mutter nicht nur die wohlhabendste Frau Frankreichs, sondern nach der Königin auch die Frau mit dem zweithöchsten Rang im gesamten französischen Königreich.
Nach dem Tod Ludwigs XIII. gab es von Seiten dessen Frau, Anna von Österreich, welche die Regentschaft für ihren seinerzeit noch minderjährigen Sohn Ludwig XIV. ausübte, und des Premierministers Kardinal Mazarin diverse Bestrebungen, Anne Marie zum Wohle Frankreichs mit dem Mitglied eines namhaften europäischen Adelsgeschlechts zu verheiraten. Auch Anne Maries Vater Gaston d’Orléans war um eine vorteilhafte Heirat seiner Tochter bemüht, hatte aber gänzlich entgegengesetzte Ambitionen, denn er kämpfte – trotz seiner engen Verwandtschaft zum Königshaus – schon seit geraumer Zeit gegen dessen Politik des Absolutismus. Doch sowohl Kardinal Mazarin als auch ihr Vater hatten die Rechnung ohne die 16-jährige Herzogin gemacht, die ihren zukünftigen Ehemann selbst bestimmen wollte. Es sollte noch etliche Jahre dauern, ehe ein Mann ihr Wohlgefallen fand und Anne Marie heiratete.

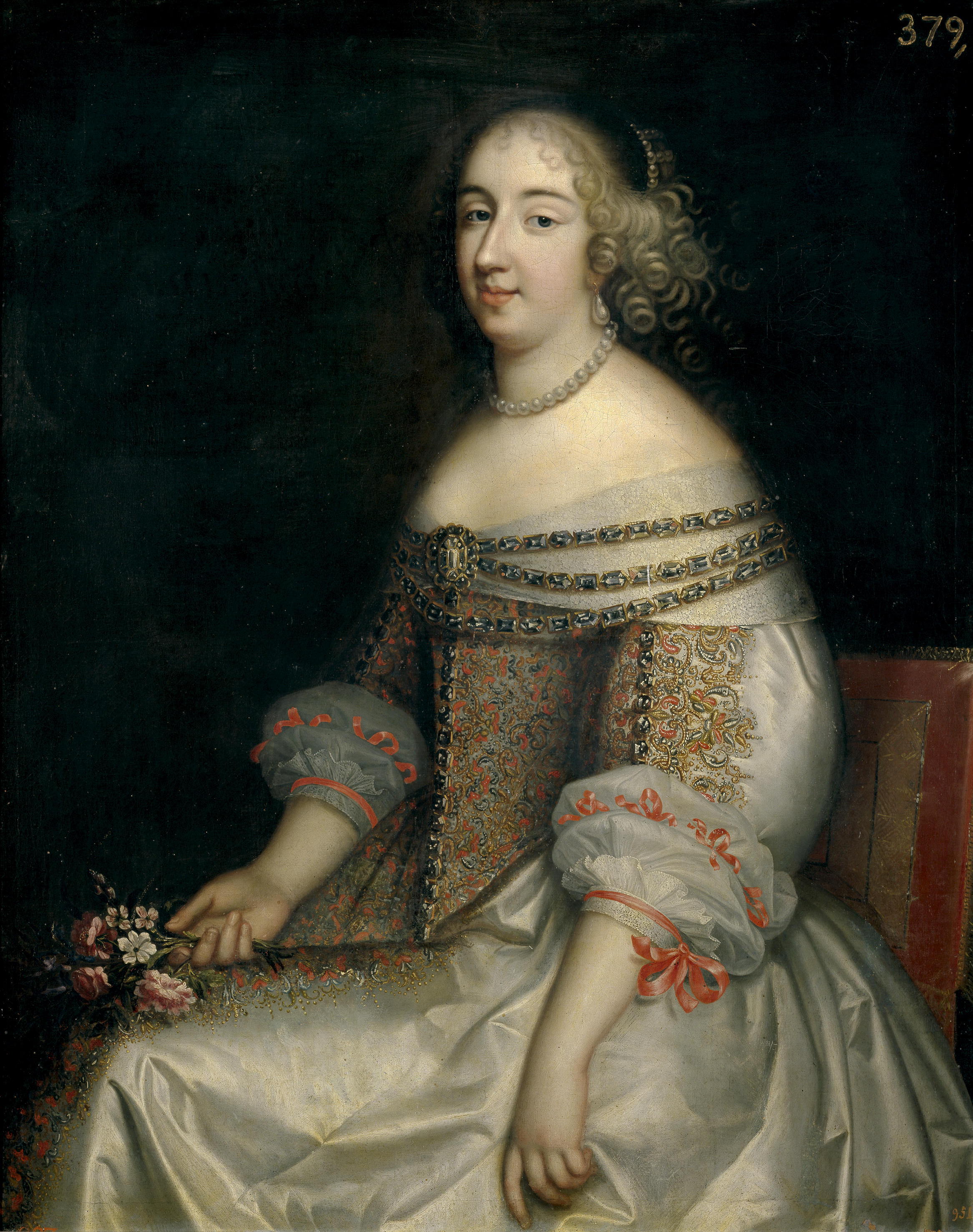
Charles Beaubrun: Anne Marie Louise d’Orléans, Mademoiselle de Montpensier, ca. 1655

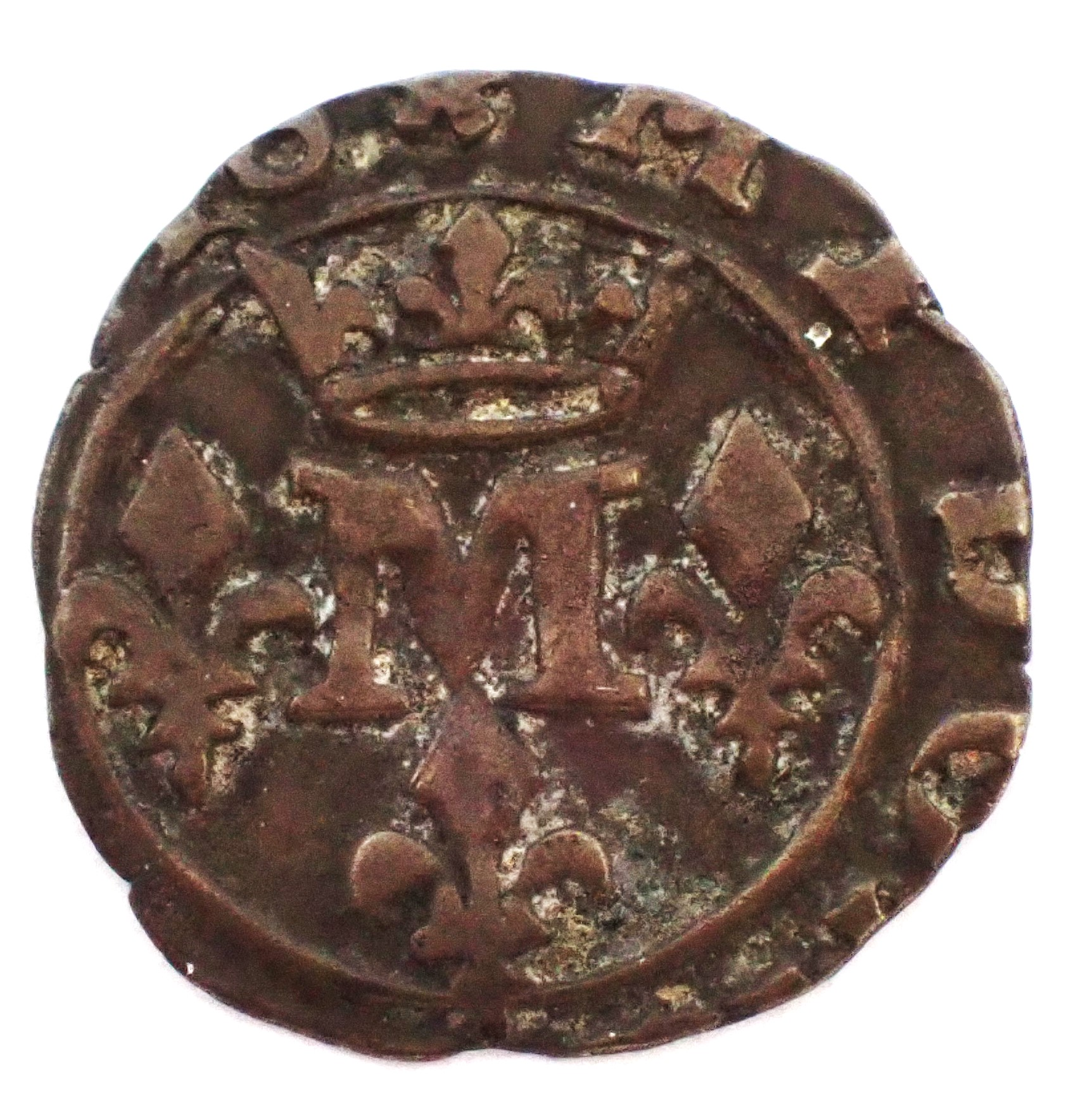
Liard für Anne Marie Louise d'Orleans, Avers

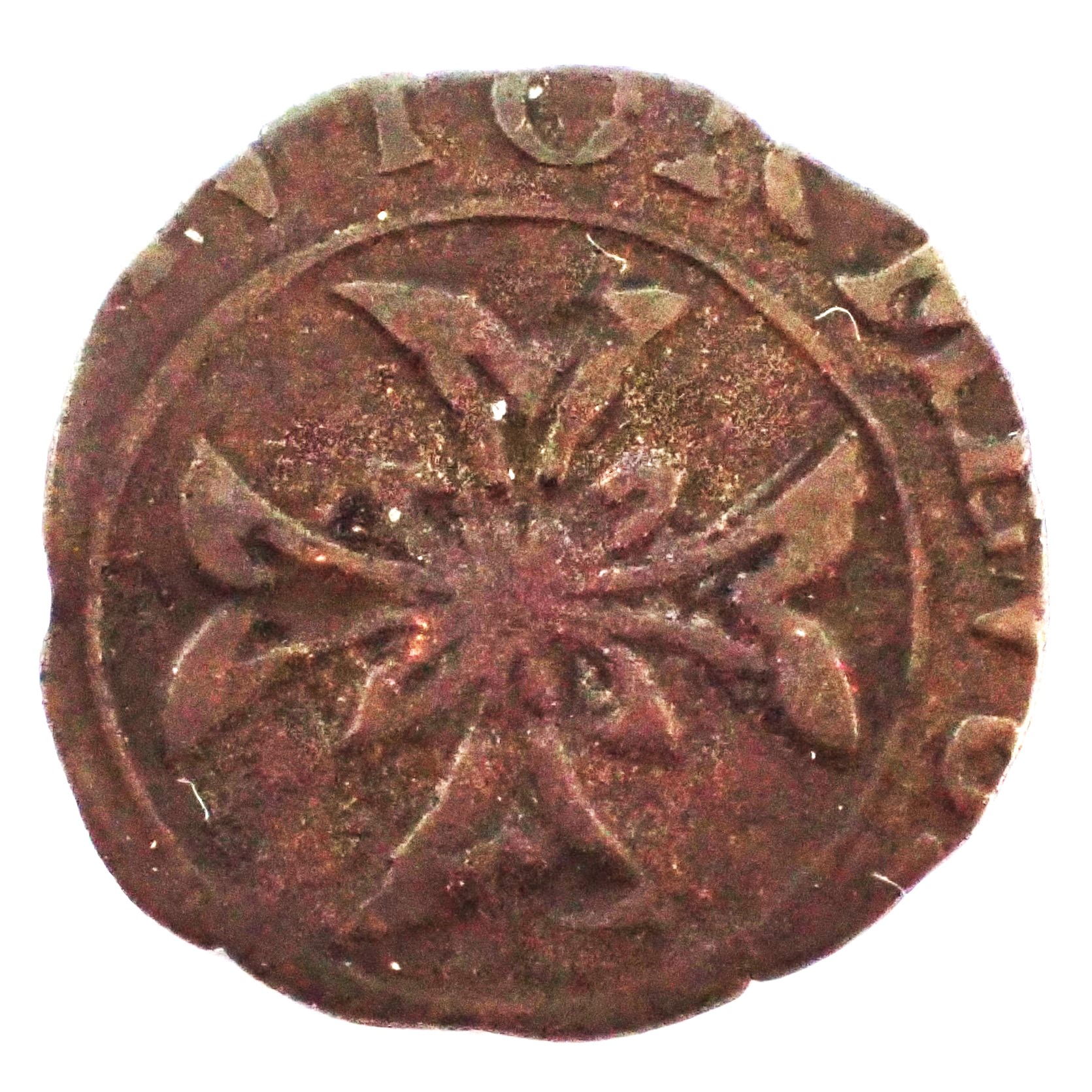
Liard für Anne Marie Louise d'Orleans, Revers

Gerade volljährig ergriff sie im Jahr 1648 während der Fronde Partei für Louis II. de Bourbon, den Fürsten von Condé, und damit gegen das Königshaus. Sie tat dies nicht nur mit guten Worten. Berühmt-berüchtigt ist bis zum heutigen Tage die Geschichte, dass sie sich dazu hinreißen ließ, persönlich Kanonen gegen die Armee Mazarins und des jungen Königs Ludwigs XIV abfeuern zu lassen. Nachdem der Kardinal die Aufstände 1653 endgültig niederschlagen konnte, wurde Anne Marie vom Hofe verbannt und für fünf Jahre ins Exil nach Saint-Fargeau geschickt.
Nach ihrer Rückkehr 1657 starb ihr Vater 1660, und schon bald entbrannte am französischen Königshof eine erneute Debatte bezüglich einer Hochzeit Anne Maries. Als sie sich dem „Wunsch“ ihres Cousins Ludwig nach einer Heirat mit dem König von Portugal widersetzte, wurde sie von ihm 1663 zur Strafe ein weiteres Jahr nach Saint-Fargeau verbannt.
Während ihrer Zeit in Paris führte sie einen Salon, zu dessen Stammgästen ihre jüngere Halbschwester Marguerite Louise d’Orléans zählte.
Fast vierzigjährig begegnete Marie Anne dann doch noch dem Mann, den sie nach einigen Irrungen heiratete: Antonin Nompar de Caumont, Herzog von Lauzun, Offizier der königlichen Garde. Doch sein anfängliches Einverständnis zur Hochzeit widerrief Ludwig XIV.; mehr noch, Antonin wurde festgesetzt und ins Gefängnis geworfen. Anne Marie musste einen nicht unerheblichen Anteil ihrer Besitzungen an die Kinder ihres Cousins übereignen, um die Freilassung des Geliebten 1681 zu bewirken.
Die beiden heirateten heimlich kurz nach der Freilassung Lauzuns, doch die mittlerweile 57-jährige musste schnell bemerken, dass ihre Ehe alles andere als das von ihr erträumte Paradies darstellte. Nach nur drei Jahren verließ sie ihren Ehemann im Jahr 1684.
Die letzten Lebensjahre verbrachte Anne Marie Louise d’Orléans damit, ihre vor mehr als 30 Jahren begonnenen Memoiren zu beenden, die nach ihrem Tod 1729 in Amsterdam veröffentlicht wurden.

## Werke
- Mémoires. Mercure de France, Paris 2005, ISBN 2-7152-2521-0.